# Luftstreitkräfte

A cruz "pattée", insígnia da Luftstreitkräfte em 1915.

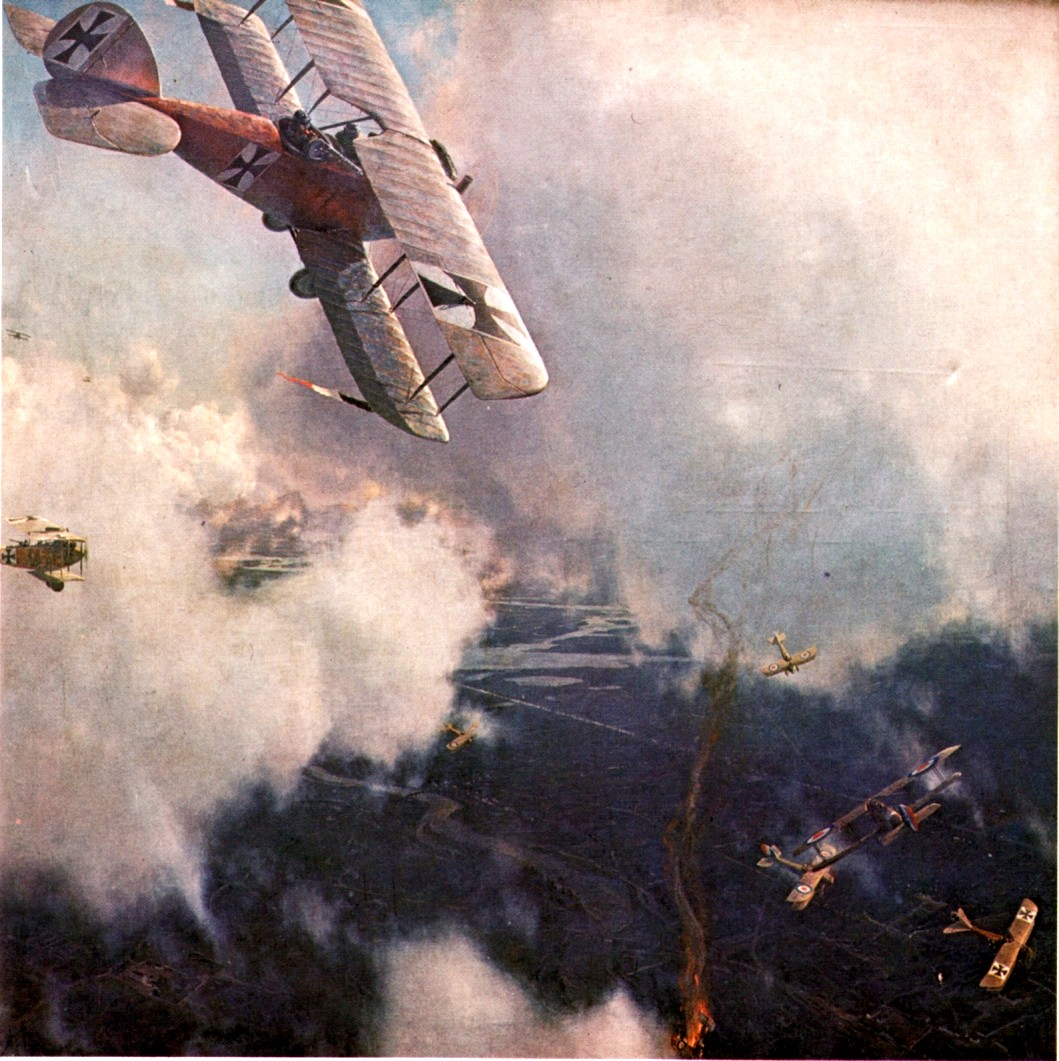
Pintura envolvendo a Luftstreitkräfte em um combate aéreo.

A Deutsche Luftstreitkräfte, conhecida antes de outubro de 1916 como Die Fliegertruppen des deutschen Kaiserreiches ou simplesmente Die Fliegertruppen, foi o braço aéreo do Exército Imperial Alemão durante a Primeira Guerra Mundial (1914-1918).
Tanto os alemães como os austro-húngaros usavam a insígnia da Cruz de Ferro em seus aviões até 1918, antes de ser substituído por uma cruz grega. Depois da guerra, o serviço foi dissolvido em 8 de maio de 1920 pelas condições impostas pelo Tratado de Versalhes (1919), levando à destruição de todos os aviões. Em 26 de fevereiro de 1935, a força aérea foi recriada pelo novo governo nazista, passando a chamar-se Luftwaffe.
Em 1918, chegou a ter 2 709 aeronaves nas diversas linhas de frente da Primeira Guerra Mundial, possuindo também 56 dirigíveis e 186 destacamentos de balões. Nas suas fileiras, contou com 4 500 tripulantes em serviço ativo no último ano da guerra.

## Unidades

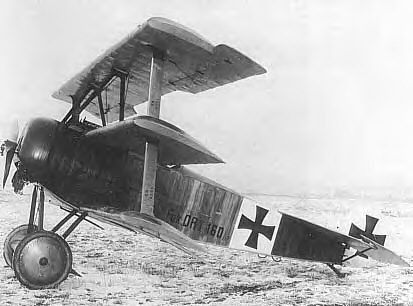
O Fokker Dr.I usado pela Luftstreitkräfte.

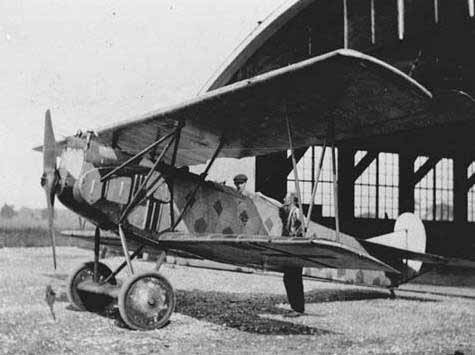
O Fokker D.VII usado pela Luftstreitkräfte.

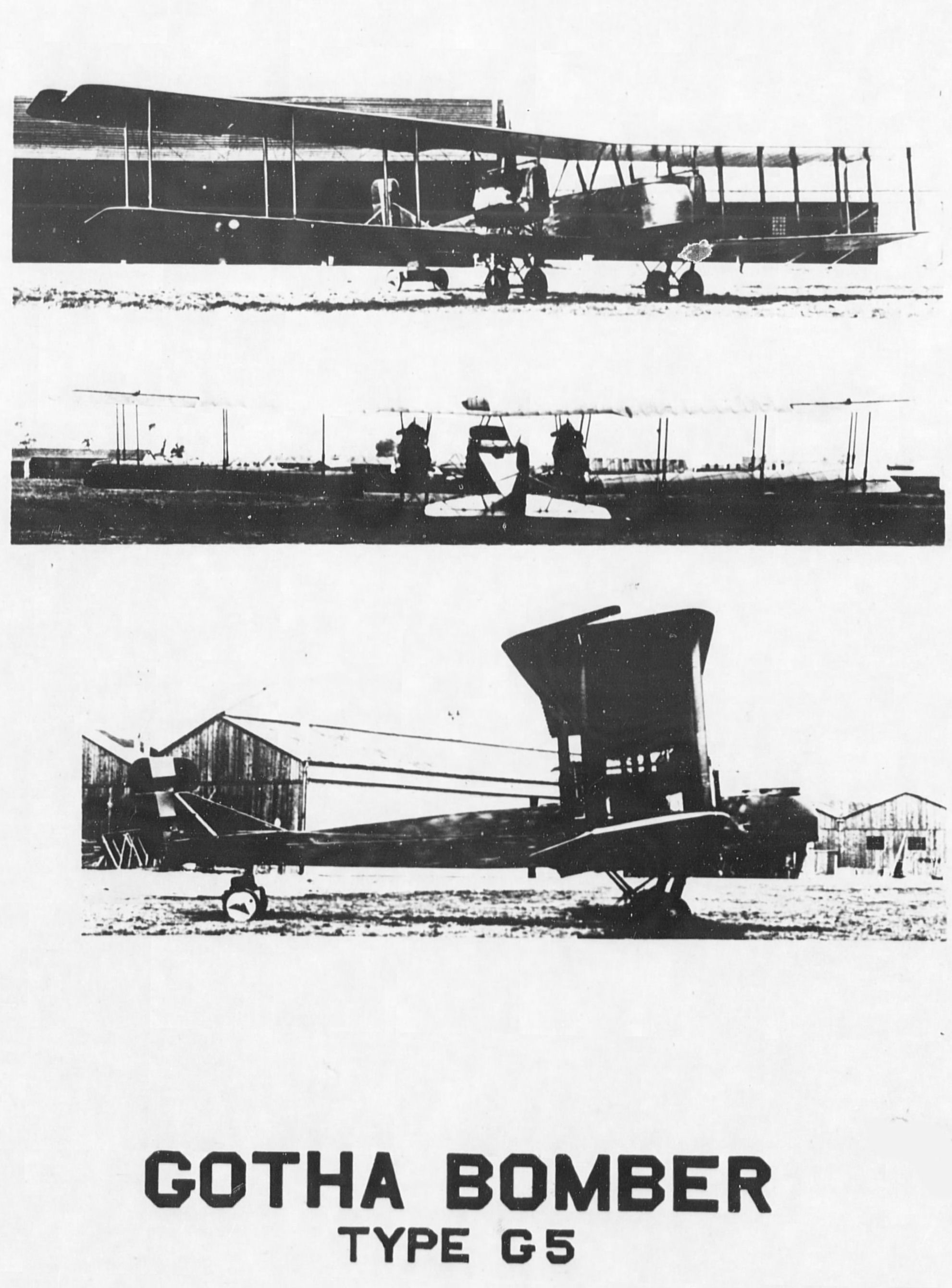
O Gotha G.V, o principal bombardeiro alemão na guerra.

(AFA)	Artillerieflieger-Abteilung: Destacamento de artilharia aérea.
(AFS)	Artillerieflieger-Schule; Escola de voo da artilharia.
AFP - Armee-Flug-Park: Parque aéreo do exército.
BZ - Ballonzug: Pelotão de balões.
BG - Bombengeschwader: Ala de bombardeiros.
Bogohl - "Bombengeschwader der Oberste Heeresleitung", Ala de bombardeiros sob controle do alto comando do Exército Alemão durante a Primeira Guerra.
Bosta - Bomberstaffel: Esquadrão de bombardeiros.
etc - Etappe: Serviço postal.
FFA - Feldflieger Abteilung: Destacamento de voo de campo, foram as primeiras formações em 1914-15.
FLA - Feldluftschiffer-Abteilung: Destacamento de aeronaves de campo.
FestFA - Festungsflieger-Abteilung: Destacamento de suporte ao voo.
FA - Flieger-Abteilung: Destacamento de voo.
FA(A) -	Flieger-Abteilung (Artillerie): Destacamento de voo (Artilharia).
FlgBtl - Flieger-Bataillon: Batalhão de voo.
FBS - Fliegerbeobachter-Schule: Escola de observação aérea.
FEA - Fliegerersatz-Abteilung: Destacamento de substituição.
FS - Fliegerschule: Escola de voo.
JG - Jagdgeschwader: Ala de caça.
Jasta - Jagdstaffeln: Grupo de caça, ou Esquadrão de caça (Jasta).
JastaSch - Jagdstaffel-Schule: Escola do esquadrão de caça (também conhecido como Jastaschule).
KEK - Kampfeinsitzerkommando: Comando de combate em monopostos, antecessor das unidades Jasta.
Kest -	Kampfeinsitzerstaffel: Esquadrão de combate em monopostos, antecessor das unidades Jasta.
KG - Kampfgeschwader: Ala de bombardeiros táticos.
Kagohl - "Kampfgeschwader der Oberste Heeresleitung", Ala de bombardeiros sob controle do alto comando do Exército Alemão durante a Primeira Guerra.
Kasta - Kampfstaffel: Esquadrão de bombardeiros táticos.
Luft - Luftschiff-Truppe: Força de dirigíveis.
LsBtl - Luftschiffer-Bataillon: Batalhão de dirigíveis.
Marine - Marine-Flieger: Pilotos navais.
RBZ - Reihenbildzug: Pelotão de fotografia aérea.
Schlasta - Schlachtstaffel: Esquadrão de ataque.
Schusta - Schutzstaffel: Esquadrão de defesa.